# Pitta
Pitta és un gènere d'ocells de la família dels pítids (Pittidae).

## Taxonomia
Segons la Classificació del Congrés Ornitològic Internacional (versió 10.2, 2020) aquest gènere està format per 14 espècies:
- Pitta angolensis - pita d'Angola[2]
- Pitta reichenowi - pita pitverda[3]
- Pitta brachyura - pita de l'Índia[4]
- Pitta moluccensis - pita alablava[5]
- Pitta megarhyncha - pita de manglar
- Pitta sordida - pita encaputxada
- Pitta nympha - pita nimfa
- Pitta versicolor - pita sorollosa
- Pitta maxima - pita de Halmahera
- Pitta elegans - pita elegant
- Pitta anerythra - pita caranegra
- Pitta steerii - pita de pit atzur
- Pitta superba - pita superba
- Pitta iris - pita irisada